# Sielsowiet Malecz
Sielsowiet Malecz (biał. Малецкі сельсавет, ros. Малечский сельсовет) – sielsowiet na Białorusi, w obwodzie brzeskim, w rejonie bereskim, z siedzibą w Maleczu.
Według spisu z 2009 sielsowiet Malecz zamieszkiwało 2920 osób w tym 2710 Białorusinów (92,81%), 135 Rosjan (4,62%), 41 Ukraińców (1,40%), 21 Polaków (0,72%) i 13 osób innej narodowości.

## Miejscowości
- agromiasteczka:
  - Malecz
  - Podkrajcze
- wsie:
  - Buchale
  - Chojniki
  - Czerniczne
  - Dawidowicze
  - Horsk
  - Hrycewicze
  - Łukomierz
  - Olechnowicze
  - Pawłowicze
  - Postołowo
  - Rygale
  - Sosnówka
  - Wiśniewicze
  - Załuże